# العلاقات الأرمنية الباكستانية
العلاقات الأرمينية الباكستانية هي العلاقات الثنائية التي تجمع بين أرمينيا وباكستان.

## مقارنة بين البلدين
هذه مقارنة عامة ومرجعية للدولتين:
| وجه المقارنة                                              | أرمينيا                    | باكستان                     |
| --------------------------------------------------------- | -------------------------- | --------------------------- |
| المساحة (كم2)                                             | 29.74 ألف                  | 881.91 ألف                  |
| عدد السكان (نسمة)                                         | 2.93 مليون                 | 197.02 مليون                |
| الكثافة السكانية (ن./كم²)                                 | 98.52                      | 223.4                       |
| العاصمة                                                   | يريفان                     | إسلام آباد                  |
| اللغة الرسمية                                             | لغة أرمنية                 | لغة إنجليزية، اللغة الأردية |
| العملة                                                    | درام أرميني                | روبية باكستانية             |
| الناتج المحلي الإجمالي (بليون دولار)                      | 11.54 مليار                | 304.95 مليار                |
| الناتج المحلي الإجمالي (تعادل القوة الشرائية) بليون دولار | 25.41 مليار                | 946.67 مليار                |
| الناتج المحلي الإجمالي الاسمي للفرد دولار أمريكي          | 3.49 ألف                   | 1.43 ألف                    |
| الناتج المحلي الإجمالي للفرد دولار أمريكي                 | 8.07 ألف                   | 4.81 ألف                    |
| مؤشر التنمية البشرية                                      | 0.743                      | 0.538                       |
| رمز المكالمات الدولي                                      | +374                       | +92                         |
| رمز الإنترنت                                              | .am، .հայ ‏                 | .pk                         |
| المنطقة الزمنية                                           | ت ع م+04:00، توقيت أرمينيا | ت ع م+05:00                 |

## منظمات دولية مشتركة
يشترك البلدان في عضوية مجموعة من المنظمات الدولية، منها:
| علم المنظمة | اسم المنظمة                               | تاريخ انضمام أرمينيا | تاريخ انضمام باكستان |
| ----------- | ----------------------------------------- | -------------------- | -------------------- |
|             | بنك التنمية الآسيوي                       | 2005                 | 1966                 |
|             | يونسكو                                    | 9 يونيو 1992         | 14 سبتمبر 1949       |
|             | وكالة ضمان الاستثمار متعدد الأطراف        | 5 ديسمبر 1995        | 12 أبريل 1988        |
|             | الأمم المتحدة                             | 2 مارس 1992          | 30 سبتمبر 1947       |
|             | الفريق المعني برصد الأرض                  | ?                    | ?                    |
|             | الاتحاد البريدي العالمي                   | ?                    | ?                    |
|             | البنك الدولي للإنشاء والتعمير             | 16 سبتمبر 1992       | 11 يوليو 1950        |
|             | الاتحاد الدولي للاتصالات                  | 30 يونيو 1992        | 26 أغسطس 1947        |
|             | منظمة حظر الأسلحة الكيميائية              | ?                    | ?                    |
|             | مؤسسة التمويل الدولية                     | 18 أبريل 1995        | 20 يوليو 1956        |
|             | المركز الدولي لتسوية المنازعات الاستشارية | 16 أكتوبر 1992       | 15 أكتوبر 1966       |
|             | منظمة التجارة العالمية                    | 5 فبراير 2003        | ?                    |
|             | منظمة الشرطة الجنائية الدولية             | ?                    | ?                    |

## وصلات خارجية
- موقع وزارة الخارجية الأرمينية
- موقع وزارة الخارجية الباكستانية